# Alexander Rueb
Alexander Rueb (L'Aia, 27 dicembre 1882 – 2 febbraio 1959) è stato uno scacchista e diplomatico olandese.

## Biografia
Fu uno dei fondatori della FIDE nel 1924, ed il suo primo presidente. Mantenne la carica per 25 anni fino al 1949, quando fu succeduto dallo svedese Folke Rogard.
Dal 1923 al 1928 fu anche presidente della Federazione scacchistica olandese (Koninklijke Nederlandse Shaakbond).
Dopo essersi laureato in giurisprudenza e scienze economiche all'Università di Leida, nel 1908 divenne avvocato presso il Tribunale Supremo dei Paesi Bassi, e nel 1920 fu nominato console olandese in Lussemburgo. 
Rueb era un esperto dei finali di partita ed un compositore di studi. Pubblicò due trattati che sono rimasti dei classici dell'argomento: De Schaakstudie (Gouda, 1949–1955, 5 volumi) e Bronnen van Schaakstudie (1951-1953, 5 volumi). Nel 1951 la FIDE lo nominò Arbitro Internazionale per la composizione. 
La sua vasta biblioteca scacchistica fu semidistrutta nel 1945 da un incendio causato dai bombardamenti, ma venne in gran parte ricostruita nel dopoguerra. Dopo la sua morte è stata donata alla biblioteca dell'Università di Amsterdam, dove è tuttora conservata.